# Drama (stad)
Drama (Grieks: Δράμα, Dráma) is een stad en een fusiegemeente in de Griekse regio Oost-Macedonië en Thracië. De gemeente telt 59.010 inwoners.
De twee deelgemeenten (dimotiki enotita) van de fusiegemeente zijn:
- Drama (Δράμα)
- Sidironero (Σιδηρόνερο)

## Etymologie
De naam heeft als oorsprong Hydra -Dyrama, rijk aan water, door de talrijke rivieren in de streek.

## Omgeving
Drama ligt recht ten zuiden van het Pirin-gebergte. De zuidpunt daarvan is de ruim 2200 m hoge  berg Falakro, waar in de winter geskied kan worden. Nog iets noordelijker, op de grens met Bulgarije, aan de overkant van de rivier de Nestos, die in Bulgarije Mesta heet, strekt zich het Rodopegebergte uit.

## Drama opstand
De Drama-opstand was een volksopstand in Drama en de omringende dorpen op 28-29 september 1941 tegen de Bulgaarse bezettingsmacht. Door het gebrek aan organisatie en militaire steun, kon de opstand gemakkelijk worden onderdrukt door het Bulgaarse leger, dat vervolgens overging tot zware represailles.

## Cultuur en bezienswaardigheden
- Het kortfilmfestival : Drama Short Film Festival, dat voor het eerst in 1978 en vanaf 1980 jaarlijks plaatsvindt
- Archeologisch museum
- Folklore museum
- De druipsteengrotten van de Angitis
- Aquarium van Milopotamos
- Park van Milopotamos
- De bronnen van Agia Varvara

## Partnerstad
- Lauf an der Pegnitz (Duitsland)

## Geboren
- Ioannis Fetfatzidis (1990), Grieks voetballer
- Anna Korakaki (1996), Grieks olympisch kampioen schietsport